# Вайсс, Владимир (1989)
Вла́димир Вайсс (словац. Vladimír Weiss; род. 30 ноября 1989, Братислава) — словацкий футболист, полузащитник клуба «Слован» (Братислава).

## Карьера

### Клубная
Воспитанник братиславского «Интера». В 2006 году был приглашён в академию английского клуба «Манчестер Сити». В 2008 году впервые отправился с основной командой на тренировочный сбор в Австрию, где принял участие в товарищеском матче с запорожским «Металлургом». В основном составе «горожан» дебютировал 24 мая 2009 года, выйдя на замену Стивену Айрленду на 72-й минуте матча 38-го тура Премьер-лиги против «Болтона». 19 августа 2009 года впервые вышел в стартовом составе клуба в проходившем на «Камп Ноу» матче товарищеского турнира «Кубок Жоана Гампера» с клубом «Барселона», в котором «Сити» одержал победу со счётом 1:0.
17 декабря подписал с клубом новый контракт до конца 2012 года. 22 января 2010 года перешёл на правах аренды до конца сезона в клуб «Болтон Уондерерс». Затем на правах аренды перешёл в «Рейнджерс» из Глазго. В августе 2011 Владимир на правах аренды перешёл в «Эспаньол». Следующий сезон Вайсс-младший провёл в итальянской «Пескаре». В июне 2013 года словацкий полузащитник перешёл в греческий «Олимпиакос». В начале 2014 года 24-летний хавбек подписал четырёхлетний контракт с катарской «Лехвией». На 3 марта 2015 года Вайсс забил за новый клуб 9 голов в чемпионате, 1 гол в Лиге Чемпионов АФК.

### В сборной
Выступал за юношескую и молодёжную сборные страны. За «молодёжку» провёл 3 матча.
В составе главной национальной сборной Словакии дебютировал 12 августа 2009 года, выйдя на замену Роберту Виттеку на 65-й минуте проходившего в Рейкьявике товарищеского матча со сборной Исландии, а уже 5 сентября впервые вышел в стартовом составе в проходившем в Братиславе отборочном матче к чемпионату мира 2010 года против сборной Чехии. Аналогично вышел с первых минут и 9 сентября в проходившем в Белфасте матче против сборной Северной Ирландии, одержав победу в котором со счётом 2:0, словаки впервые в истории практически обеспечили себе путёвку в финальную часть чемпионата мира.

## Достижения
«Рейнджерс»
- Чемпион Шотландии: 2010/11
- Обладатель Кубка шотландской лиги: 2010/11

 Олимпиакос
- Чемпион Греции: 2013/14

## Личная жизнь
Отец Владимира — тоже Владимир — в прошлом футболист, игрок сборных Чехословакии и Словакии, ныне главный тренер клуба «Слован» Братислава. Деда аналогично зовут Владимиром, он играл в сборной Чехословакии, в её составе завоевал серебряные медали на Олимпийских играх 1964 года.